# ارل سی. کلمنتس
ارل سی. کلمنتس (به انگلیسی: Earle C. Clements) سناتور سابق عضو حزب دموکرات ایالات متحده آمریکا بود. وی در سال ۱۹۵۰ تا ۱۹۵۷ میلادی سناتور ایالت کنتاکی در سنای ایالات متحده آمریکا بود.